# Bazylika San Pietro di Castello
Bazylika San Pietro di Castello (wen. Baxéłega de San Piero de Casteło, pol. Bazylika Świętego Piotra w Castello) – rzymskokatolicki kościół w Wenecji w dzielnicy (sestiere) Castello. Administracyjnie należy do Patriarchatu Wenecji. Jest kościołem parafialnym parafii San Pietro Apostolo, wchodzącej w skład wikariatu San Marco – Castello.  Należy do księży salezjanów.
Nosi zwyczajowy tytuł bazyliki.
Wznosi się na murach kościoła z VII wieku. W późniejszych wiekach był kilkakrotnie przebudowywany. Jego obecny wygląd jest wynikiem przebudowy w duchu renesansowym, dokonanej na przełomie XVI i XVII wieku. W latach 1451–1807 pełnił funkcję katedry.

## Historia
Kościół św. Piotra powstał na wyspie Olivolo (obecnie San Pietro di Castello), w miejscu kościoła z 650 roku, jednego z 12 założonych przez św. Magnusa, dedykowanego św. św. Sergiuszowi i Bachusowi. W latach 774–841 został przebudowany i rozbudowany, otrzymując wezwanie św. Piotra. Do 1451 roku stanowił część rezydencji biskupiej, po czym stał się siedzibą patriarchy weneckiego.
Po pracach konserwatorskich w latach 1506–1522 patriarcha Vincenzo Diedo zlecił w 1556 roku Andrei Palladio sporządzenie planu przebudowy kościoła. Zlecenie to Palladio zyskał przypuszczalnie dzięki wstawiennictwu braci Daniele i Marcantonia Barbaro, którzy w styczniu 1558 roku poręczyli zawarcie umowy z budowniczymi. Śmierć Vincenza Dieda spowodowała, że plany Palladia nie zostały zrealizowane (nie licząc zapoczątkowania fasady); powrócono do nich później, już po jego śmierci, kiedy prace budowlane wznowił Francesco Smeraldi (wcześniej współpracujący z Palladiem), który znacznie zmienił pierwotny projekt. Budowa została ukończona w 1621 roku przez Girolama Grapiglię, innego następcę Palladia. Kościół był siedzibą biskupa Wenecji aż do upadku Republiki Weneckiej w 1807 roku, kiedy siedziba ta została przeniesiona do bazyliki św. Marka.

## Architektura

### Wygląd zewnętrzny
Kościół przedstawia charakterystyczny, palladiański plan świątyni na planie krzyża łacińskiego, trzynawowej, z kopułą centralną i fasadą przedzieloną pionowo podwójnymi pilastrami. Fasada, choć zmieniona w stosunku do pierwotnego planu Palladia, utrzymana jest jednak w zgodzie z jego zasadniczymi założeniami.

### Wnętrze

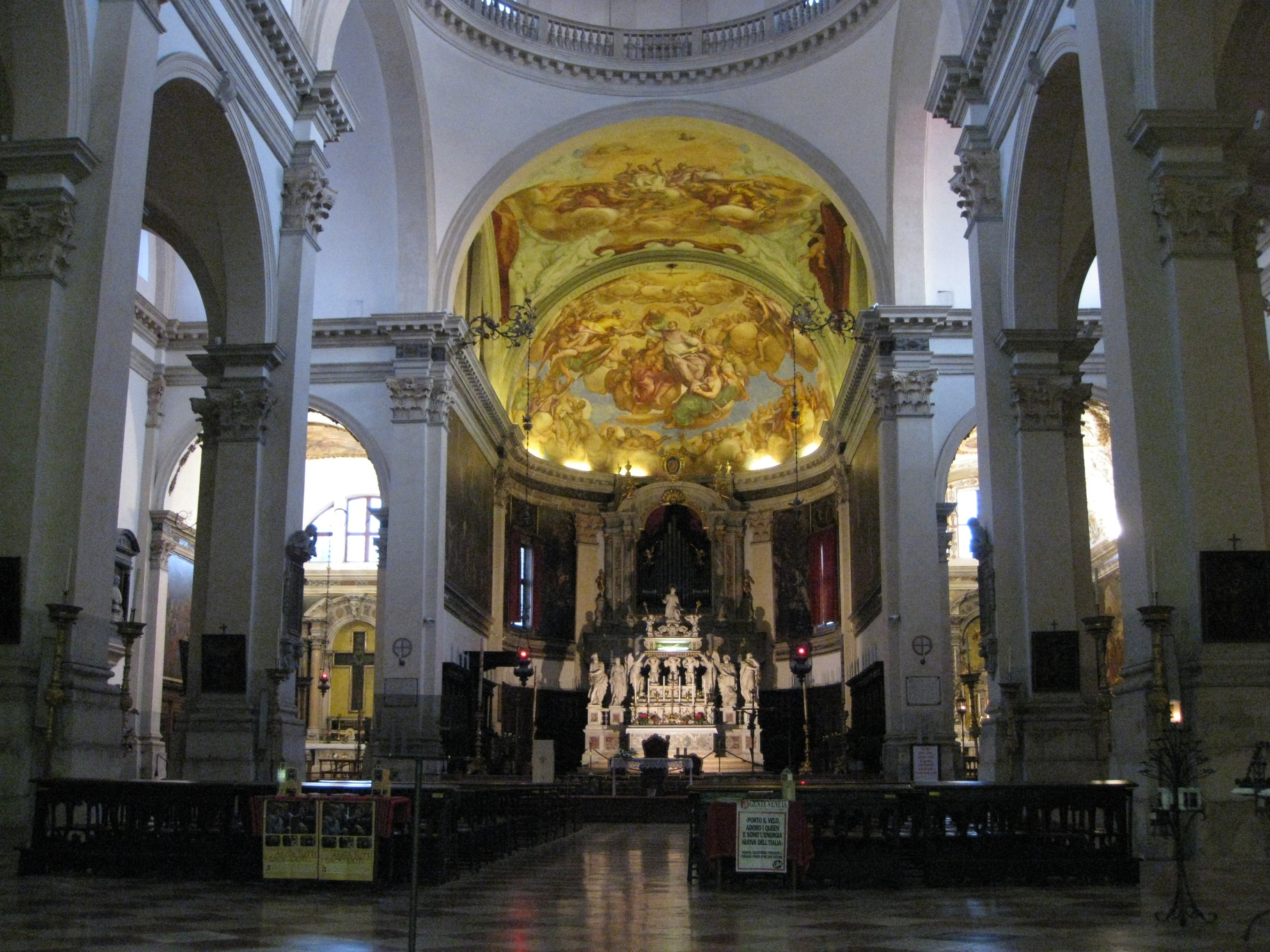
Wnętrze. Ołtarz główny

Wnętrze jest trzynawowe, z trzema ołtarzami w każdej nawie. Zostało ono ukończone również przez Girolama Grapiglię. Kaplica Vendramina (po lewej) jest dziełem Baldassare Longheny, który w 1649 roku zaprojektował również ołtarz główny, zrealizowany przez Clemente Moli. W urnie ponad ołtarzem głównym przechowywane są szczątki pierwszego patriarchy Wenecji, św. Wawrzyńca Iustinianiego. W prawej nawie znajduje się wyrzeźbiony z marmuru tron św. Piotra, na którym miał on, według podań, wypoczywać podczas pobytu w Antiochii. Tron powstał jednak najprawdopodobniej w XIII wieku na bazie muzułmańskiej steli z wersetami z Koranu wyrzeźbionymi w piśmie kufickim. Kaplica Lando jest jedynym elementem, który zachował się z wcześniejszego, gotyckiego kościoła. Znajduje się w niej mozaikowy ołtarz wykonany według szablonów przypisywanych Jacopowi Tintoretto. Wystroju wnętrza dopełniają obrazy takich artystów jak: Luca Giordano (Madonna z Dzieciątkiem i duszami w czyśćcu, ok. 1650), Giovanni Antonio Pellegrini, Paolo Veronese i Marco Basaiti (obraz Św. Piotr i czterech świętych). Z dzieł rzeźbiarskich uwagę zwracają: drewniany krucyfiks Kara węży, arcydzieło Pietra Liberi z 1660 roku, Astronomia. Figura alegoryczna z 1675 roku i Statua alegoryczna (brak datowania), dłuta Melchiora Barthela, Michele Fabrisa (zwanego Ongaro) i pomocników, XV-wieczna urna nagrobna prokuratora Filippa Correra (dzieło anonimowego twórcy).

#### Organy
Organy Nacchiniego z 1754 roku, składające się z jednego manuału (mającego 10 głosów), umieszczone są na niewielkiej emporze za ołtarzem głównym. 

## Kampanila
Na placu przed kościołem stoi kampanila, wysoka na 54 m, przechylona na wschód, z dzwonami uruchamianymi ręcznie. Wzniesiona w 774 roku, zawaliła się w 1120 roku w wyniku pożaru, po czym została odbudowana i ponownie zniszczona w czasie burzy w 1442 roku. Odbudowana w latach 1463–1464, uszkodzona przez piorun w roku 1482, po czym ponownie odbudowana w latach 1482–1490 przez Maura Codussiego i obłożona kamieniem z Istrii (obecnie jedyna tego typu w Wenecji). Pierwotna kopuła wieńcząca dzwonnicę została zerwana przez wiatr w 1659 roku i odbudowana w 1670 roku na wielobocznym bębnie. Odrestaurowana w latach 1884, 1902 i 2000.

## Były pałac patriarchy
Z prawej strony kościoła znajduje się były pałac patriarchy, z dużą bramą prowadzącą do XVI-wiecznego klasztoru, przekształconego w 1807 roku na koszary, będącego obecnie zaniedbanym budynkiem socjalnym. W kaplicy przylegającej do pałacu patriarchy Antonio Vivaldi otrzymał święcenia kapłańskie.

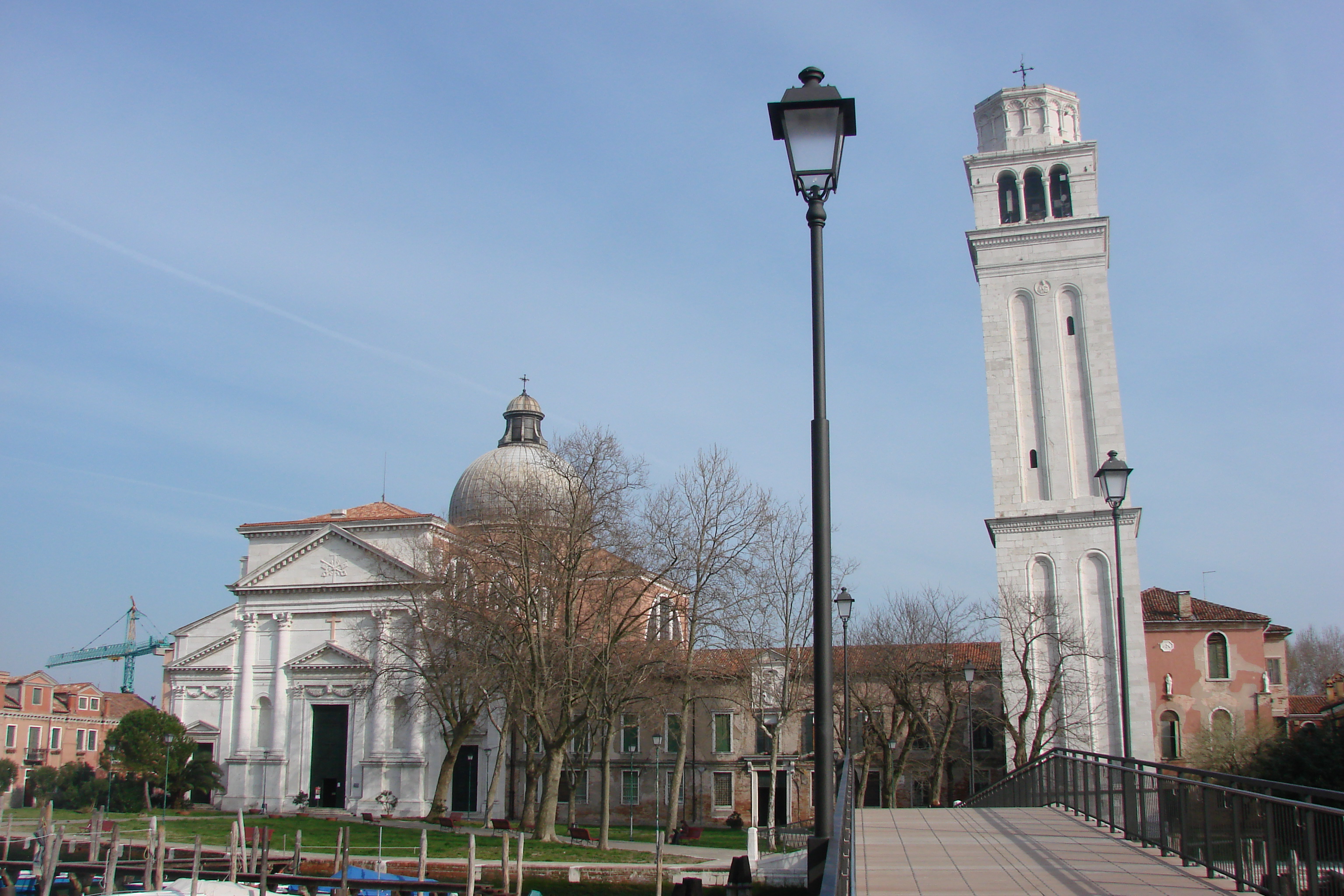
Kościół od strony Campo di San Pietro. Z prawej – pochylona kampanila
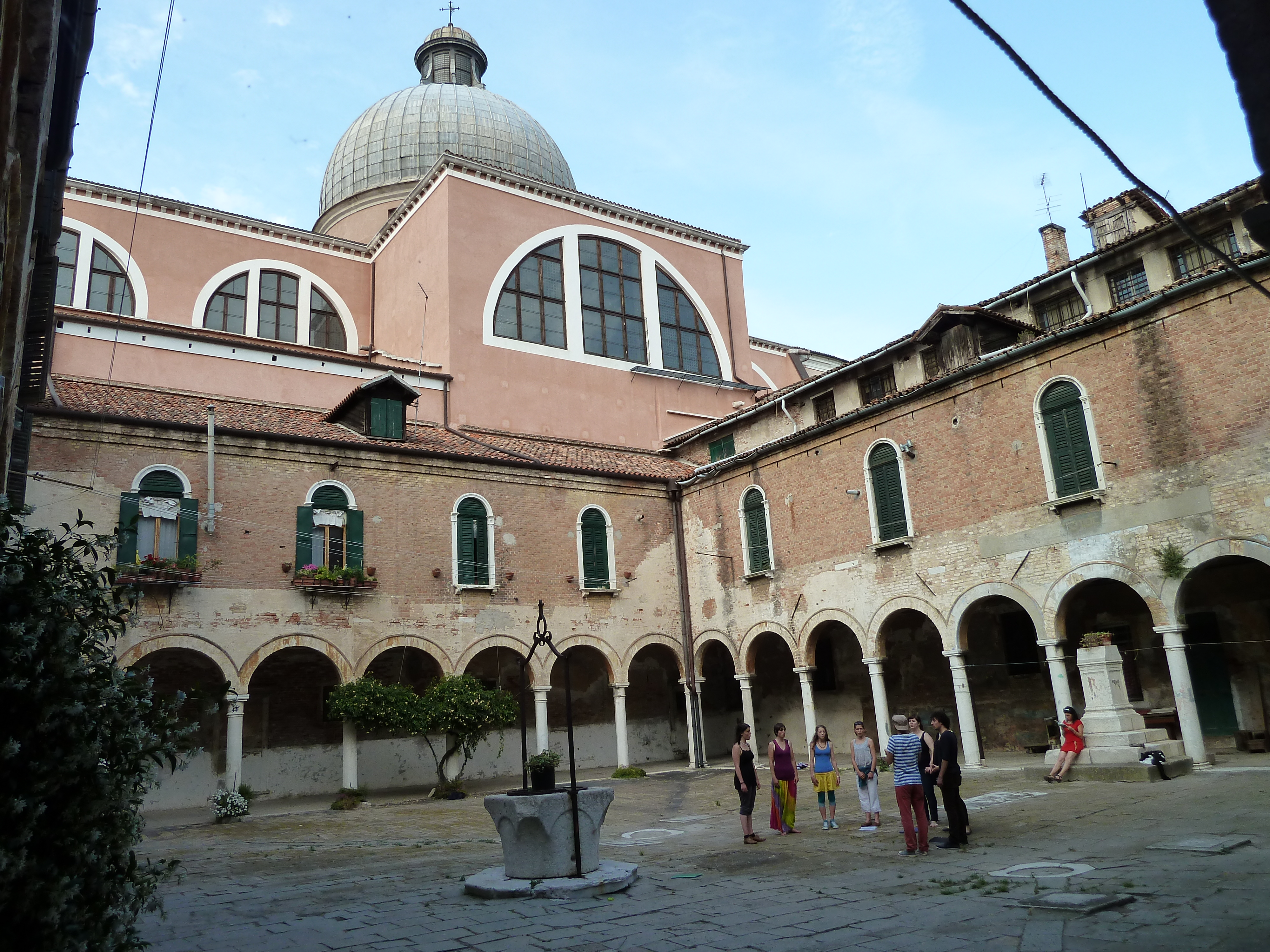
Były klasztor
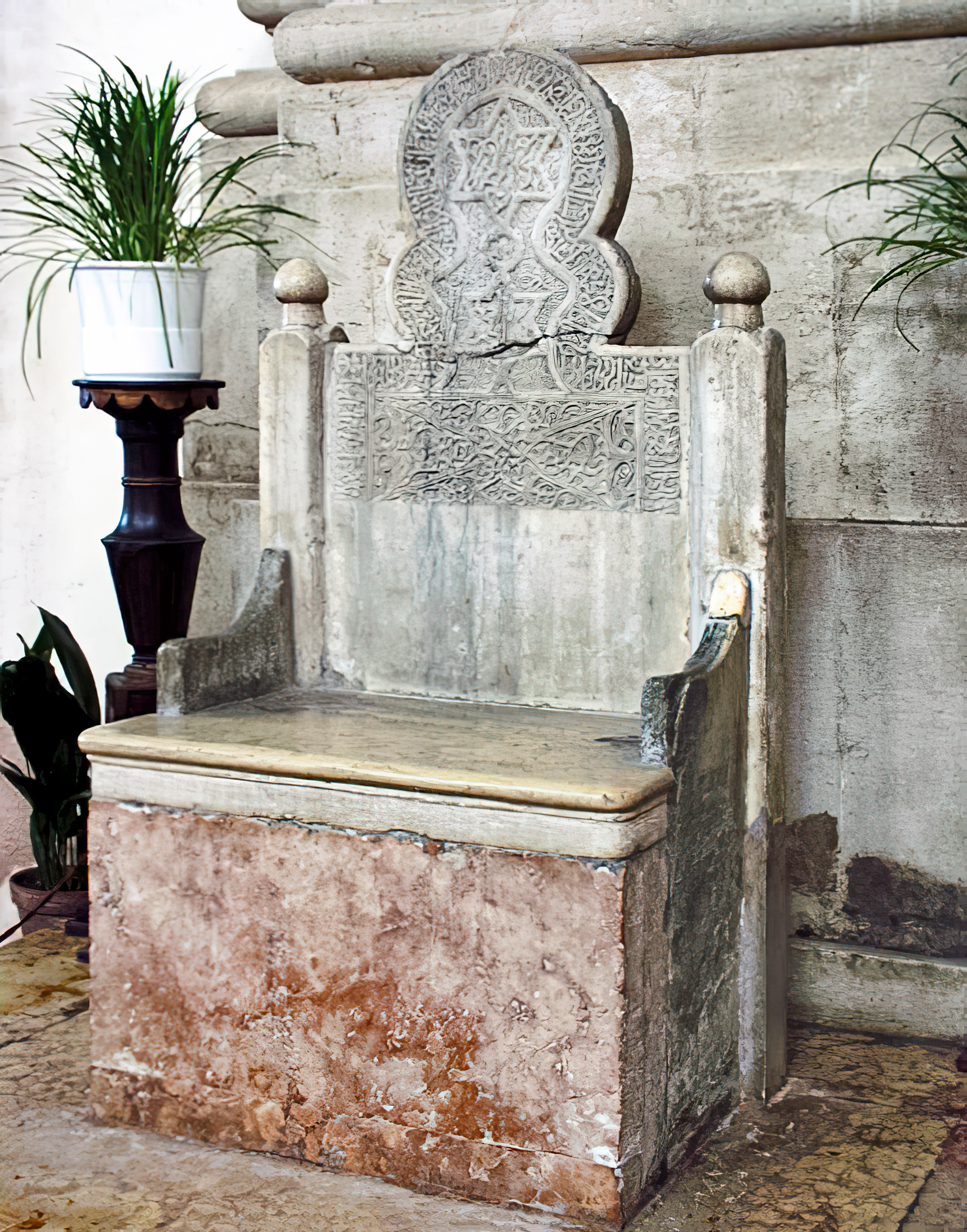
Tron św. Piotra
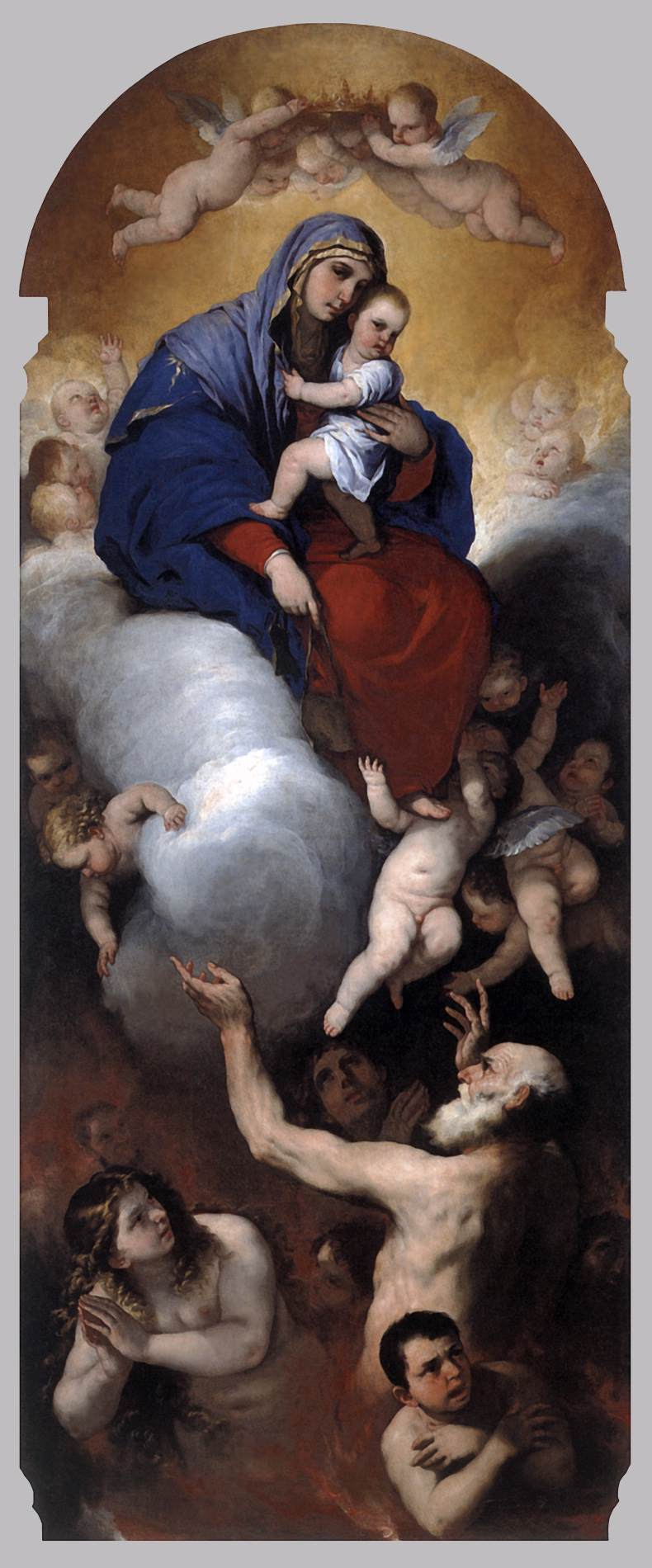
Luca Giordano, Madonna z Dzieciątkiem i duszami w czyśćcu, ok. 1650
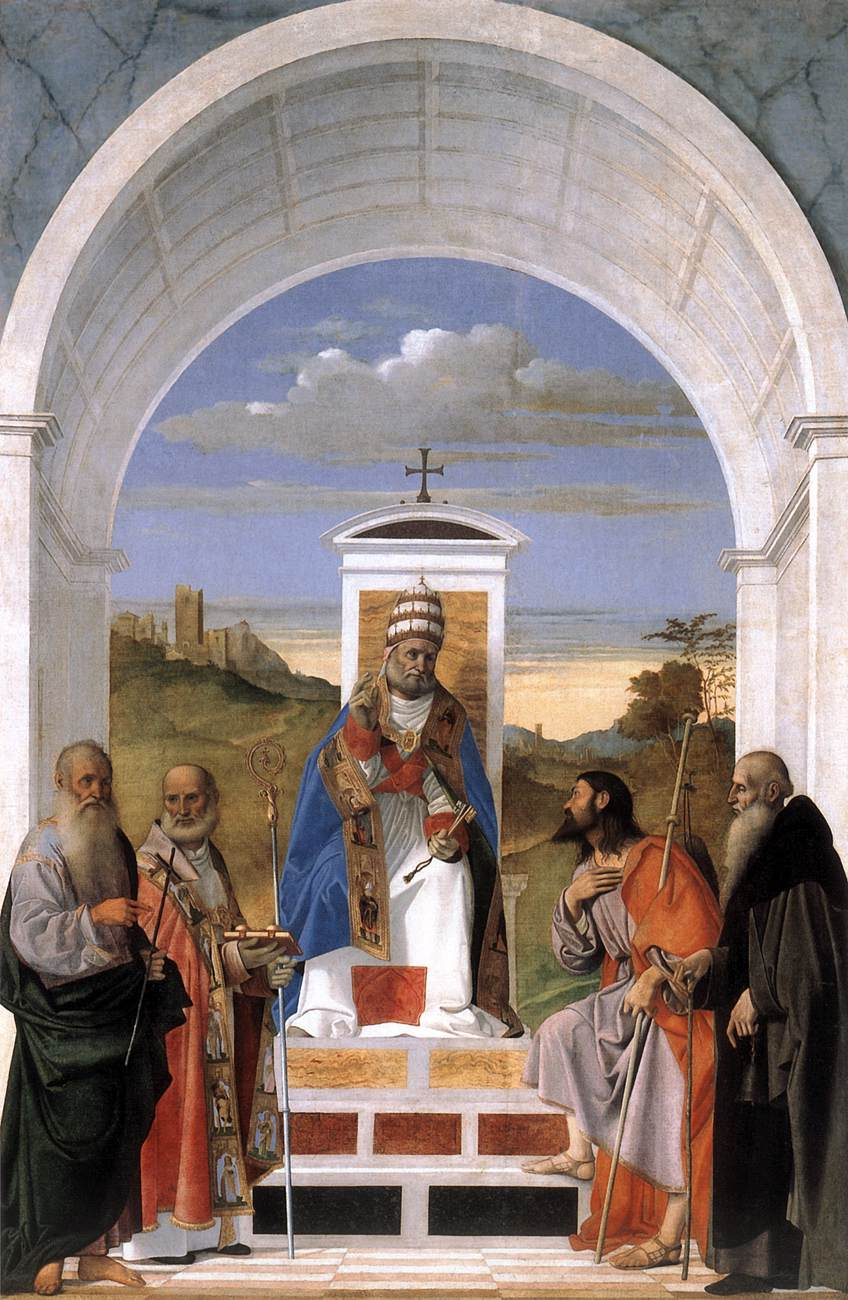
Marco Basaiti, Św. Piotr i czterech świętych, I. poł. XVI w.